# 布尔津翠雀花
布尔津翠雀花（学名：Delphinium buerjinense）一种于中国新疆维吾尔自治区阿勒泰地区布尔津县喀纳斯湖海拔1820米的山坡草地中发现的多年生草本植物，隶属于毛茛科翠雀属密花翠雀花组高翠雀花亚组。

## 形态特征
布尔津翠雀花植株高29－40厘米。茎单生，基部4－5毫米以上被短柔毛。叶基生，1-2枚；叶片纸质，呈五角形，约3×4.5－6厘米，3深裂达近基部。总状花序简单，具10－20朵极为密集的花；小苞片狭条形，顶端不具细尖头，心皮无毛。